# Dinochernes
Dinochernes är ett släkte av spindeldjur. Dinochernes ingår i familjen blindklokrypare. Kladogram enligt Catalogue of Life:
| Dinochernes | \| \| Dinochernes chalumeaui \| \| \| \| \| \| Dinochernes wallacei \| \| \| \| \| \| Dinochernes vanduzeei \| \| \| \| |
|             | \| \| Dinochernes chalumeaui \| \| \| \| \| \| Dinochernes wallacei \| \| \| \| \| \| Dinochernes vanduzeei \| \| \| \| |
|             | Dinochernes chalumeaui                                                                                                  |
|             | |
|             | Dinochernes wallacei |
|             | |
|             | Dinochernes vanduzeei                                                                                                   |
|             | |